# Barna kígyászölyv
A barna kígyászölyv (Circaetus cinereus) a vágómadár-alakúak (Accipitriformes) rendjébe, ezen belül a vágómadárfélék családjába és a kígyászölyvformák (Circaetinae) alcsaládjába tartozó faj.

## Rendszerezése
A fajt Louis Pierre Vieillot francia ornitológus írta le 1818-ban.

## Előfordulása
Afrikában a Szaharától délre eső térségben, Angola, Benin, Bissau-Guinea, Botswana, Burkina Faso, Burundi, Csád, a Dél-afrikai Köztársaság,  Elefántcsontpart, Eritrea, Etiópia, Gambia, Ghána, Guinea, Kamerun, Kenya, a Közép-afrikai Köztársaság, a Kongói Köztársaság, a Kongói Demokratikus Köztársaság, Libéria, Malawi, Mali, Mauritánia Mozambik, Namíbia, Niger, Nigéria, Ruanda, Szenegál, Sierra Leone, Szudán, Szudán, Szváziföld, Tanzánia, Togo, Uganda, Zambia, és Zimbabwe területén honos.
Természetes élőhelyei a forró sivatagok, szubtrópusi és trópusi száraz erdők, gyepek, szavannák és cserjések. Vonuló faj.

## Megjelenése
Testhossza 75 centiméter, szárnyfesztávolság 164 centiméter, testtömege 1540-2465 gramm.
|  |  |

## Természetvédelmi helyzete
Az elterjedési területe rendkívül nagy,  egyedszáma ugyan csökken, de még nem éri el a kritikus szintet. A Természetvédelmi Világszövetség Vörös listáján nem fenyegetett fajként szerepel.